# Raxaul Bazar
Raxaul Bazar è una suddivisione dell'India, classificata come municipality, di 41.347 abitanti, situata nel distretto del Champaran Orientale, nello stato federato del Bihar. In base al numero di abitanti la città rientra nella classe III (da 20.000 a 49.999 persone).

## Geografia fisica
La città è situata a 26° 58' 60 N e 84° 50' 60 E e ha un'altitudine di 68 m s.l.m..

## Società

### Evoluzione demografica
Al censimento del 2001 la popolazione di Raxaul Bazar assommava a 41.347 persone, delle quali 22.284 maschi e 19.063 femmine. I bambini di età inferiore o uguale ai sei anni assommavano a 7.373, dei quali 3.863 maschi e 3.510 femmine. Infine, coloro che erano in grado di saper almeno leggere e scrivere erano 23.844, dei quali 14.610 maschi e 9.234 femmine.